# 北京海外人才聚集工程
北京海外人才聚集工程(Beijing Overseas Talent Aggregation Project，缩写为 BOTAP)，简称海聚工程，是北京市实行的一个人才计划。由中共北京市委发布的《关于实施北京海外人才聚集工程的意见》和北京市政府发布的《北京市鼓励海外高层次人才来京创业和工作的暂行办法》、《北京市促进留学人员来京创业和工作的暂行办法》三个政策文件启动。
计划从2009年开始，在5到10年的时间里，从海外引进各类人才，聚集10个由战略科学家领衔的研发团队，50个左右由科技领军人才领衔的高科技创业团队，引进和支持200名左右海外高层次人才创新创业，建立10个海外高层次人才创新创业基地。可以申报海聚工程的主体为北京市级重点创新项目、重点学科和重点实验室、市属高等院校、科研院所、医院、国有企业和商业金融机构及中关村科技园区、北京经济技术开发区等高新技术产业开发区。
海聚工程还设有青年项目，以引进海外青年高层次人才。

## 外部連結
- 海聚工程——北京海外学人网